# 叶富
叶富（1848年12月25日—1880年7月25日），原名贵富，字梦梅，清朝广东广州府新安县九龙司（今香港九龙）人，祖籍广东东莞水南人。
同治六年（1867年）6月，沈葆桢到福州马尾船政学堂任职。开办法文教学的制造学堂（制造轮船，前学堂）；英文教学的驾驶管轮学堂（驾驶轮船，后学堂）。此时，吕瀚15岁，刚刚毕业于上海英华书院。船政第一次招考，从广东招来学过英语且基础较好的学生，包括叶富、邓世昌、吕瀚等十余人。吕瀚选入船政学堂驾驶专业第一届，同治十年（1871年）吕瀚毕业。同治十三年（1874年）3月，任福建水师海东云舰管带；升都司（正四品），戴蓝翎，加游击衔（从三品）。光绪二年（1876年），任靖远舰管带。光绪四年（1878年）9月任超武舰管带。驻扎浙江温州。叶富与邓世昌结为亲家，叶富的儿子叶说周娶了邓世昌的二女儿邓秀婵为妻。光绪六年（1880年），浙江海盗黄金满勾结日本人扰乱台州，7月25日，超武舰奉命派往进剿，管带叶富阵亡，时年32岁。赠游击，并给骑都尉世职。